# لوبوش بيريك
لوبوش بيريك (26 يوليو 1919 - 17 سبتمبر 2020)، هو عالم فلك تشيكي اشتهر بكتابه لسديم الكواكب المجرة بالاشتراك مع لوبوس كوهوتيك، في عام 1967 عمل على توزيع الكتلة في المجرة، النجوم عالية السرعة، السدم الكوكبية، تعريف الفضاء الخارجي، المدار الثابت بالنسبة للأرض، الحطام الفضائي، وإدارة الفضاء الخارجي.